# Ibrahim Al Hussein
Ibrahim Al Hussein (Deir ez-Zor, 23 de septiembre de 1988) es un nadador sirio, expatriado en Grecia.

## Vida personal
Creció junto con sus 13 hermanos en Deir ez-Zor donde su padre era entrenador de natación. Ibrahim también practicó baloncesto y judo. Hasta el comienzo de la guerra civil siria, trabajaba como electricista.
Durante la guerra, resultó gravemente herido en 2013. Después de que uno de sus amigos resultó herido en un ataque con cohetes en la calle, Al Hussein y otros tres amigos acudieron en su ayuda. El grupo fue víctima de otro ataque en el cual Al Hussein fue herido en su pierna derecha. Luego fue hospitalizado, donde se sometió a cirugía en condiciones simples: durante la operación, se despertó dos veces. Después de que fue dado de alta del hospital ese mismo día, no pudo recurrir a medicamentos en el período siguiente debido a la mala provisión de zonas de guerra civil. Con la esperanza de mejorar su tratamiento, decidió huir a Turquía.
Debido a que sus expectativas no se cumplieron, en 2014 decidió cruzar el mar Egeo y huir a Grecia. Llegó en un bote de goma a la isla griega de Samos. En Grecia, utilizó inicialmente una silla de ruedas o muletas, luego un médico privado le dio por primera vez una prótesis. Actualmente vive en Atenas, donde trabajó en un café para ganarse la vida.

## Carrera deportiva

### Siria
Comenzó a nadar con su padre y, como varios de sus hermanos, participó en sus primeras competiciones a los cinco años. A menudo se entrenó en el Éufrates y practicó salto regularmente desde el puente colgante de Deir ez-Zor. Cuando era adolescente, ganó varias medallas en campeonatos de natación locales y nacionales.

### Grecia
Después de recibir tratamiento en Grecia, Al Hussein, con la ayuda de representantes de ONG locales, reanudó en el deporte. Se unió a un club de natación y comenzó a jugar baloncesto en silla de ruedas. En octubre de 2015, después de cinco años, nadó por primera vez y pronto entrenó cuatro horas al día en el Centro Olímpico de Deportes Acuáticos de Atenas. En abril de 2016, su mejor tiempo en más de 50 metros estilo libre fue de 28 segundos, solo tres segundos más que su mejor tiempo personal sin discapacidad.

### Río de Janeiro 2016

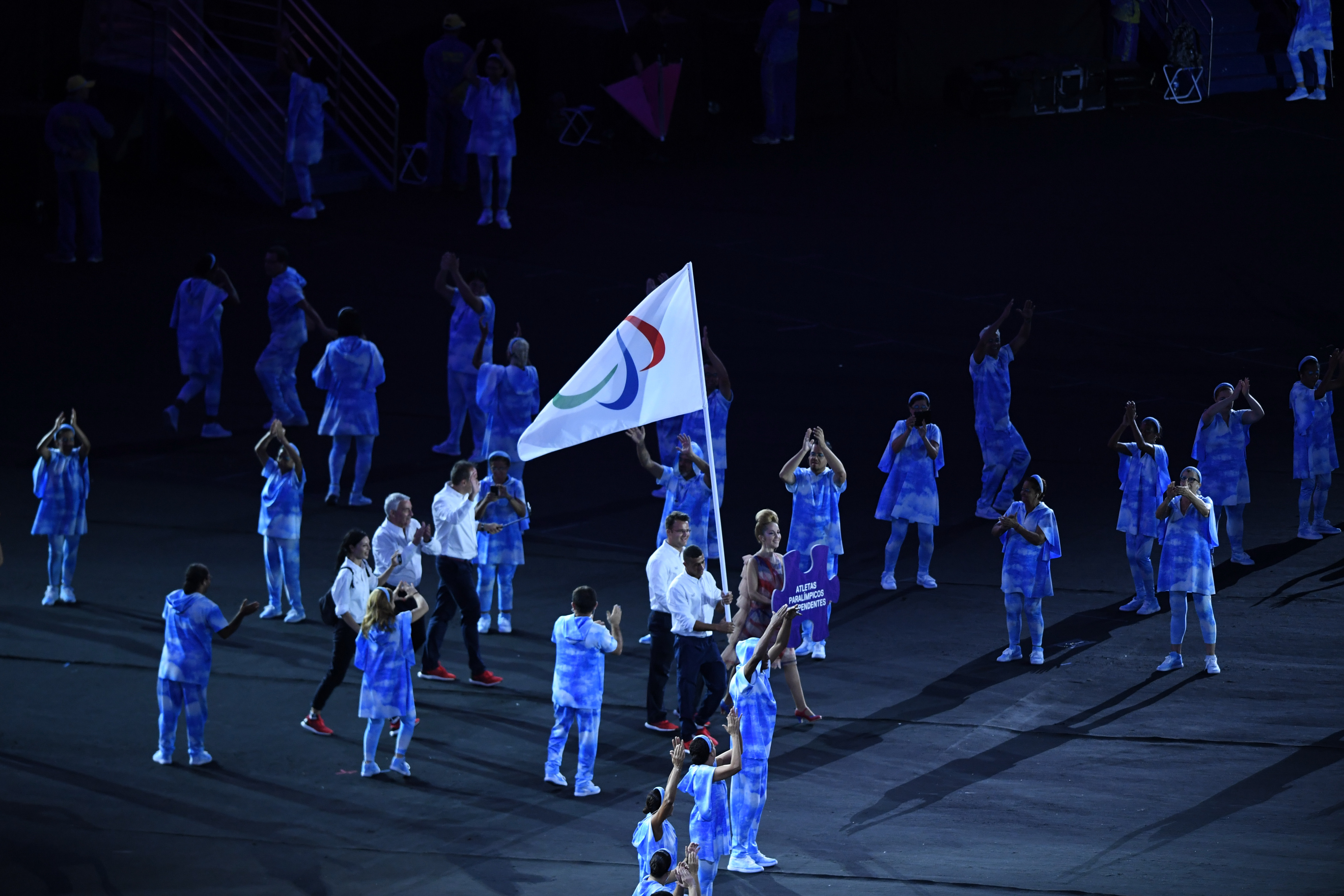
El Equipo de Atletas Paralímpicos Independientes en la ceremonia de apertura de Río 2016.

Representó al Equipo de Atletas Paralímpicos Independientes en los Juegos Paralímpicos de verano de 2016, celebrados en Río de Janeiro (Brasil). Allí compitió en los eventos de estilo libre de 50 m y 100 m y se desempeñó como abanderado en el desfile de naciones de la ceremonia de apertura, siendo el primer equipo en marchar por el Estadio Maracaná.
Fue uno de los dos refugiados que integraron la delegación de participantes independientes, junto con el iraní Shahrad Nasajpour, radicado en los Estados Unidos. La iniciativa se desarrolló en paralelo con la nominación del Equipo Olímpico de Atletas Refugiados en los Juegos Olímpicos.
Previamente, portó la antorcha olímpica en Atenas como parte del relevo de la misma para los Juegos Olímpicos de verano 2016, como «gesto simbólico» en solidaridad con los refugiados del mundo. Fue elegido por el Comité Olímpico Internacional y el Alto Comisionado de las Naciones Unidas para los Refugiados para portar la antorcha a través de Eleonas, un campo de refugiados en la capital griega.

## Reconocimientos
En 2016 fue co-receptor del Premio Whang Youn Dai, junto con la atleta rusa-estadounidense Tatiana McFadden.